# Max Luyken

Max Otto Luyken

Max Otto Luyken (* 16. Oktober 1885 in Wesel; † 30. April 1945 in Steinhagen) war ein deutscher Landwirt, Politiker (NSDAP) und SA-Führer.

## Leben
Max Otto Luyken besuchte die Volksschule und später die Gymnasien in Wesel und Moers. Ab Februar 1906 war er aktiver Offizier im 1. Unter-Elsässischen Feldartillerie-Regiment Nr. 31. Während des Ersten Weltkrieges und nach Kriegsende gehörte er von 1916 bis 1920 dem Generalstab als Hauptmann an.
Nach der Entlassung aus der Armee schulte Luyken 1920 zum Kaufmann um. Von 1920 bis 1921 war er bei der Organisation Escherich Landesgeschäftsführer. In der Folge verdiente er seinen Lebensunterhalt als Händler, bevor er sich als Landwirt und Geflügelzüchter in der Gemeinde Weseler Wald niederließ, wo er den Hof Voßhövel betrieb.
Zum 1. März 1930 schloss Luyken sich der NSDAP an (Mitgliedsnummer 204.789) und wurde auch Mitglied der SA. 1930 konnte er erstmals für seine Partei als Abgeordneter in den Reichstag einziehen, dem er fortan ohne Unterbrechungen bis 1945 angehörte. Im Parlament vertrat Luyken zunächst von September 1930 bis November 1933 den Wahlkreis 23 (Düsseldorf-West), dann bis März 1936 den Wahlkreis 6 (Pommern), danach bis April 1938 den Wahlkreis 27 (Rheinpfalz-Saar) und zuletzt bis April 1945 den Wahlkreis 34 (Hamburg).
Als SA-Oberführer leitete er von Anfang Januar 1931 bis Mitte April 1932 die SA-Untergruppe Essen und danach bis Ende Juni 1933 die SA-Gruppe Niederrhein in Düsseldorf. Nachdem er zwischenzeitlich am 15. Oktober 1932 zum SA-Gruppenführer befördert worden war, leite er von Anfang Juli 1933 bis Ende Januar 1934 die aus den SA-Gruppen Hansa, Pommern und Nordmark bestehende SA-Obergruppe II von Stettin aus und war danach bis Ende Juni 1934 Inspekteur West der Obersten SA-Führung (OSAF) in Koblenz. Von Juli 1934 bis Dezember 1936 leitete er die SA-Gruppe Kurpfalz in Mannheim und war danach in München Leiter der SA-Reichsführerschule. Am 9. November 1937 wurde er zum SA-Obergruppenführer befördert. Von Anfang November 1937 bis Ende Januar 1942 war Luyken Chef des Erziehungshauptamtes der Oberen SA-Führung. Während des Zweiten Weltkrieges war er von Anfang September 1941 bis Ende April 1945 Verbindungsführer der OSAF zum Reichsernährungsminister und Reichsbauernführer sowie von Anfang Februar 1942 bis Ende April 1945 Inspekteur der Erziehung und Führerausbildung und Neubauerntum und Volkstumspflege in der SA und den SA-Wehrmannschaften.
Luyken war des Weiteren ab 1933 im Reichsbauernrat und ab 1934 im Vorstand der Landwirtschaftskammer für die Rheinprovinz. Er war auch Mitglied im Freundeskreis Reichsführer SS und im Preußischen Staatsrat. Er starb bei einem Gefecht in den letzten Kriegstagen.

## Schriften
- Generalfeldmarschall von Mackensen. Von Bukarest bis Saloniki. Lehmann, München 1920.
- Totale Wehrerziehung. 1942.
- Gedanken zur nationalsozialistischen Wehrerziehung. Der Auftrag der SA. Die Oberste SA.-Führung, München 1942.